# سیو یی تینگ
سیو یی تینگ (به انگلیسی: Siow Yi Ting) (زادهٔ ۱۱ دسامبر ۱۹۸۵) شناگر اهل مالزی است.